# Reacció d'addició

Addició de clor a l'etilè

Una reacció d'addició, en química orgànica, és una reacció orgànica on es combinen dos o més molècules per formar-ne una de més gran.
Les reccions d'addició estan limitades a compostos químics que tenen enllaços múltiples, com són les molècules amb doble enllaç carboni-carboni, (alquens), o amb enllaços triples (alquins). Les molècules que contenen dobles enllaços carboni-heteroàtom com els grups carbonil (C=O), o grups imina (C=N), poden experimentar addició perquè tenen caràcters de doble enllaç.
La reacció d'addició és l'oposada la reacció d'eliminació. Per exemple la reacció d'hidratació d'un alquè i la deshidratació d'un alcohol són parelles d'addició-eliminació.
Hi ha dos tipus principals de reaccions d'addició polars: addició electòfila i addició nucleòfila. Hi ha dues reaccions d'addició no polars i es diuen addició de radical lliure i cicloaddició. En polimeritzacions les reaccions d'addició es diuen addició de polimerització.

Reaccions d'addició. De dalt a sota: addició electròfila a alquè, addició nucleòfila a carbonil i addició de radical lliure d'halur a alquè